# Епиграфика
Епиграфика (от старогръцки: επιγραφή, надпис) е дял от палеографията. Това е историко-филологическа и археологическа дисциплина, която изучава старите надписи и текстове, които не са написани с перо, а изрязани (най-често издълбани с длето или някакъв друг остър уред) или изписани с четка по старите стенописи и икони. Най-често са издълбавани върху камък, мозайка, плоча или стена, тоест върху нетрадиционния до онзи момент писмен материал (пергамент).